# Kaprysy starszego pana
Kaprysy starszego pana – narracja Jacka Bocheńskiego, złożona z miniesejów, pisana w latach 2001-2003 i wydana w 2004 roku nakładem Wydawnictwa Literackiego.

## Opis treści
Opowieść autora o sobie i współczesności przeżywanej w Polsce, a także na wyspie Rodos. Książka zawiera m.in. wypowiedzi erudycyjne o dwóch pisarzach (Apollonios z Rodos, Henryk Sienkiewicz), opisy urzeczeń ideologicznych (socjalizm, „Solidarność”), refleksje o przenikaniu się kultury popularnej i kultura wysokiej, ponadto opisuje atak na World Trade Center z perspektywy turystów przebywających na Rodos i miejscowych robotników. Jest tu również dziewięć epizodów z kobietami, mających zmienne tło psychologiczne, socjologiczne, historyczno-polityczne. Ich bohaterki bywają figurami fantastycznymi, symbolicznymi, w stosunku do których dominuje ironia.
Bocheński przewiduje katastrofę gospodarki kapitalistycznej na kilka lat przed wybuchem światowego kryzysu. Świat zmierza ku przepaści, ale w ostatniej chwili ratuje się zbawczym fiołkiem. Ludzi przedstawionych jako szczury zmęczone nieustannym wyścigiem wyprowadza w inną rzeczywistość grający na flecie autor.

## Nagrody
Nagroda Warszawskiej Premiery Literackiej za książkę maja 2004 roku.

## Wydania
- Jacek Bocheński, Kaprysy starszego pana, Wydawnictwo Literackie, Kraków 2004.